# Propylenglycolester von Speisefettsäuren
Propylenglycolester von Speisefettsäuren sind Lebensmittelzusatzstoffe, die in der Europäischen Union als E 477 zugelassen sind. Sie besitzen eine schwach emulgierende Wirkung.

## Herstellung
Dieser Lebensmittelzusatzstoff kann ausschließlich künstlich synthetisiert werden. In einer mehrstufigen Reaktion kommt es zur Veresterung von Propylenglycol mit Fettsäuren. Die verwendeten Fettsäuren können pflanzlichen oder tierischen Ursprungs sein. Da auch Sojaöl verwendet wird, kann nicht ausgeschlossen werden, dass auch gentechnisch veränderte Sojabohnen verwendet werden.

## Verwendung

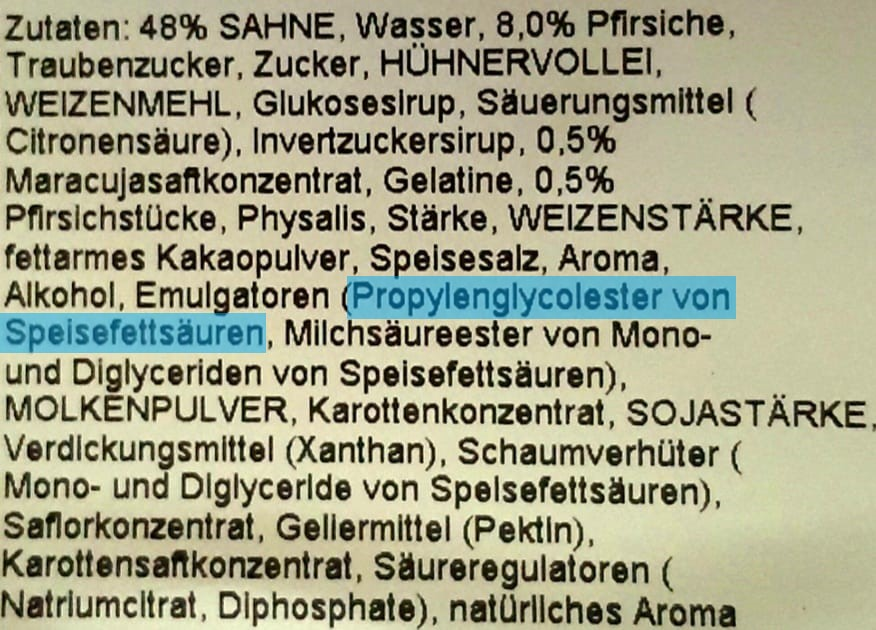
Zutatenliste: Inhaltsstoffangabe von Propylenglycolester von Speisefettsäuren ohne Angabe der E-Nummer

Propylenglycolester von Speisefettsäuren wirken als Emulgatoren. Sie werden dabei hauptsächlich eingesetzt, um die Wirkung anderer Emulgatoren zu verstärken. Zudem wird der Zusatzstoff bei aufgeschäumten Desserts und Rührkuchen als Aufschlagmittel verwendet, um das Einbringen von Luft zu verbessern. Auf der Zutatenliste kann dieser Zusatzstoff auch als Propandiol-Fettsäureester deklariert werden.

## Rechtliche Situation
In der Europäischen Union sind die Lebensmittelzusatzstoffe gemäß dem Anhang II der Verordnung (EG) Nr. 1333/2008 (Stand August 2021) sowie in der Schweiz, gemäß der Zusatzstoffverordnung (ZuV) (Stand: Juli 2020) aufgelistet. Die Verwendung von Propylenglycolestern von Speisefettsäuren sind nur für ausgewählte Lebensmittel erlaubt. Für diese Lebensmittel wurden einzelne Höchstmengenbeschränkungen festgelegt. Die Höchstmengenbeschränkung für Speiseeis beträgt 3 Gramm des Zusatzstoffes pro Kilogramm Lebensmittel. Bei anderen Desserts so wie Zucker- und Backwaren liegt der Grenzwert bei 5 Gramm pro Kilogramm.

## Gesundheitliche Risiken
Dieser Lebensmittelzusatzstoff gilt als gesundheitlich unbedenklich. Es wurde eine erlaubte Tagesdosis von 25 Milligramm pro Kilogramm Körpergewicht festgelegt.